# کریس رجیز
کریس رجیز (انگلیسی: Chris Regis؛ زادهٔ ۱۱ نوامبر ۱۹۹۶) بازیکن فوتبال است.
از باشگاه‌هایی که در آن بازی کرده‌است می‌توان به باشگاه فوتبال آرسنال اشاره کرد.
وی همچنین در تیم ملی فوتبال زیر ۱۷ سال انگلستان بازی کرده‌است.